# Kachakorn Warasiha
Kachakorn Warasiha (27 de junio de 1994) es una deportista tailandesa que compite en judo. Ganó una medalla de bronce en los Juegos Asiáticos de 2018 en la categoría de –52 kg.

## Palmarés internacional
| Juegos Asiáticos | Juegos Asiáticos    | Juegos Asiáticos  | Juegos Asiáticos |
| Año              | Lugar               | Medalla           | Categoría        |
| ---------------- | ------------------- | ----------------- | ---------------- |
| 2018             | Yakarta (Indonesia) | Medalla de bronce | –52 kg           |